# It's Not Just You, Murray!
It's Not Just You, Murray! (1964) là một phim ngắn của đạo diễn Martin Scorsese. Bộ phim theo chân Murray, một gã cướp trung niên trên hành trình nhìn lại điểm bắt đầu của cuộc đời mình. Công chiếu lần đầu tại Liên hoan phim New York năm 1966, It's Not Just You, Murray! đã giành được nhiều giải thưởng, bao gồm Giải Producers Guild cho Phim hay nhất dành cho lứa tuổi sinh viên và Giải thưởng Jesse L Lasky Intercollegiate.

## Nội dung
Murray (do Ira Rubin thủ vai), là một tên cướp trung niên, nhìn lại điểm bắt đầu của mình từ khi là một kẻ buôn lậu đến khi trở nên giàu có và có ảnh hưởng lớn. Anh khẳng định thành công và hạnh phúc của mình là từ sự hỗ trợ của "người bạn" Joe (do Sam De Fazio thủ vai). Murray đi theo Joe một cách mù quáng nhưng Joe đâm sau lưng Murray bằng cách ngủ với vợ anh.

## Diễn viên
Theo phần danh đề lưu trữ tại Viện phim Anh, phim có sự góp mặt của các diễn viên sau:
- Ira Rubin trong vai Murray
- Sam De Fazio trong vai Joe
- Andrea Martin là vợ của Murray
- Catherine Scorsese trong vai mẹ của Murray

## Sản xuất
Bộ phim được thực hiện tại Đại học New York. Thời lượng phim dài 15 phút, quay trên nền phim 16 mm dưới dạng phim đen trắng. Trong quá trình thực hiện phim, Martin Scorsese đã gặp Laraine Marie Brennan, người sau này trở thành vợ ông. Phần lớn bộ phim được quay trong căn hộ của chính Scorsese và cốt truyện chính của bộ phim phỏng theo cuộc đời người chú của ông. Kịch bản phim do Scorsese và Mardik Martin chấp bút. Ngoài ra, phim còn có sự tham gia của mẹ Scorsese là bà Catherine Scorsese. It's Not Just You, Murray! sau đó được công chiếu tại Liên hoan phim New York năm 1966.

## Đón nhận
Năm 1964, It's Not Just You, Murray! đã giành giải thưởng Producers Guild cho Phim hay nhất dành cho lứa tuổi sinh viên. Sau đó, bộ phim tiếp tục giành Giải thưởng Jesse L Lasky Intercollegiate.
Patricia Cooper và Ken Dancyger nhận định bộ phim là một "trong số những phim sinh viên hay nhất từng được thực hiện". Mark Asch của Reverse Shot viết: "Dấu mốc kỷ niệm những ảnh hưởng của một đời người - một sự bất biến trong sự nghiệp của Scorsese - chính là nét đặc trưng của It's Not Just You, Murray! cùng với vô số phim sinh viên khác". Christopher Campbell của Business Insider cho rằng bộ phim "tạo ra vài điểm tương đồng và thậm chí có vẻ giống như khuôn mẫu cho một số tác phẩm sau này, bao gồm Goodfellas, Casino và giờ là The Wolf of Wall Street". Nora Sayre của tờThe New York Times xuýt xoa: "Điều thú vị xuyên suốt [bộ phim] là cách mà lời kể mâu thuẫn với những gì diễn ra trên màn hình".